# چهاربلاغ
چهاربلاغ، روستایی در دهستان قینرجه بخش بغراطی شهرستان رزن در استان همدان ایران است.

## جمعیت
بر پایه سرشماری عمومی نفوس و مسکن در سال ۱۳۹۵، جمعیت این روستا برابر با ۸۳۲ نفر (۱۸۲ خانوار) بوده‌است.